# Rogożany
Rogożany (deutsch Rosen, tschechisch Rohožany) ist eine Ortschaft in Oberschlesien. Der Ort liegt in der Gmina Kietrz im Powiat Głubczycki in der Woiwodschaft Oppeln in Polen.

## Geographie

### Geographische Lage
Das Angerdorf Rogożany liegt acht Kilometer westlich des Gemeindesitzes Kietrz, 16 Kilometer südöstlich der Kreisstadt Głubczyce (Leobschütz) sowie 80 Kilometer südlich der Woiwodschaftshauptstadt Opole (Oppeln). Der Ort liegt in der Nizina Śląska (Schlesische Tiefebene) innerhalb der Płaskowyż Głubczycki (Leobschützer Lößhügelland).

### Nachbarorte
Nachbarorte von Rogożany sind im Osten Nowa Cerekwia (Deutsch Neukirch), im Süden Chróścielów (Krastillau), im Osten Dzbańce (Krug) und im Norden Wojnowice (Wanowitz).

## Geschichte

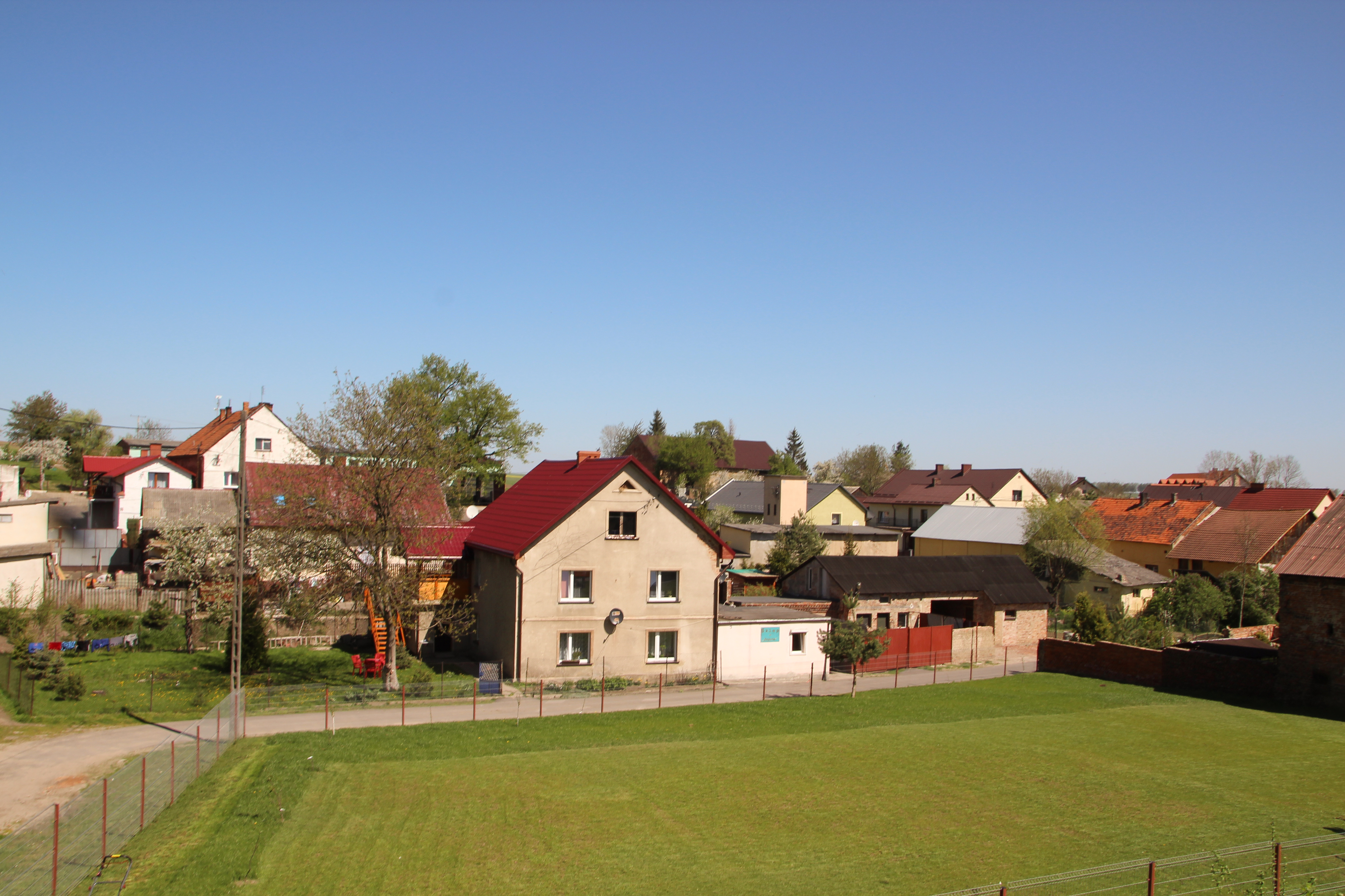
Ortsbild

Der Ort wurde 1377 erstmals als Rosensan erwähnt. 1430 erfolgte erneut eine Erwähnung als Rogosan. Der Ortsname leitet sich vom altslavischen Begriff rogoz (dt. Schilf) ab und bezeichnet die Bewohner eines dicht mit Schilf bewachsenen Ortes.
Nach dem Ersten Schlesischen Krieg 1742 fiel Rosen mit dem größten Teil Schlesiens an Preußen. 1795 wurde im Ort eine katholische Schule eingerichtet.
Nach der Neuorganisation der Provinz Schlesien gehörte die Landgemeinde Rosen ab 1816 zum Landkreis Leobschütz im Regierungsbezirk Oppeln. 1845 bestanden im Dorf eine katholische Schule, eine Brennerei und 83 Häuser. Im gleichen Jahr lebten in Rosen 475 Menschen, davon 37 evangelisch und vier jüdisch. 1861 zählte Rosen 554 Einwohner, 16 Bauern-, 18 Gärtner- und 43 Häuslerstellen. Eingepfarrt waren die Bewohner nach Deutsch Neukirch. 1874 wurde der Amtsbezirk Deutsch Neukirch gegründet, welcher die Landgemeinden Bieskau, Deutsch Neukirch, Kösling und Rosen umfasste.
Bei der Volksabstimmung in Oberschlesien am 20. März 1921 stimmten in Rosen 372 Personen für einen Verbleib bei Deutschland und 0 für Polen. Rosen verblieb wie der gesamte Stimmkreis Leobschütz beim Deutschen Reich. 1926 wurde das Gefallenendenkmal in Rosen errichtet. 1933 zählte der Ort 392 sowie 1939 385 Einwohner. Bis 1945 gehörte der Ort zum Landkreis Leobschütz. Am 19. März 1945 flüchtete die Bevölkerung in Richtung Sudetenland. Durch Rosen verlief die Front. Innerhalb weniger Tage wechselte der Ort dreimal zwischen der deutschen Wehrmacht und der Roten Armee den Besitzer. Ende März nahm die Rote Armee Rosen endgültig ein. Durch die Kampfhandlungen im Ort wurde 40 % der dörflichen Bebauung zerstört.
1945 kam der bisher deutsche Ort unter polnische Verwaltung, wurde in Rogożany umbenannt und der Woiwodschaft Schlesien angeschlossen. Im Mai 1945 kehrte ein Großteil der zuvor geflüchteten Bevölkerung zurück. Am 9. Juli 1946 wurde die deutsche Bevölkerung des Ortes über den Bahnhof von Leobschütz vertrieben. Ein Großteil kam nach Emsdetten in Westfalen. 1950 wurde Rogożany der Woiwodschaft Oppeln zugeteilt. 1999 wurde es Teil des wiedergegründeten Powiat Głubczycki.

## Sehenswürdigkeiten

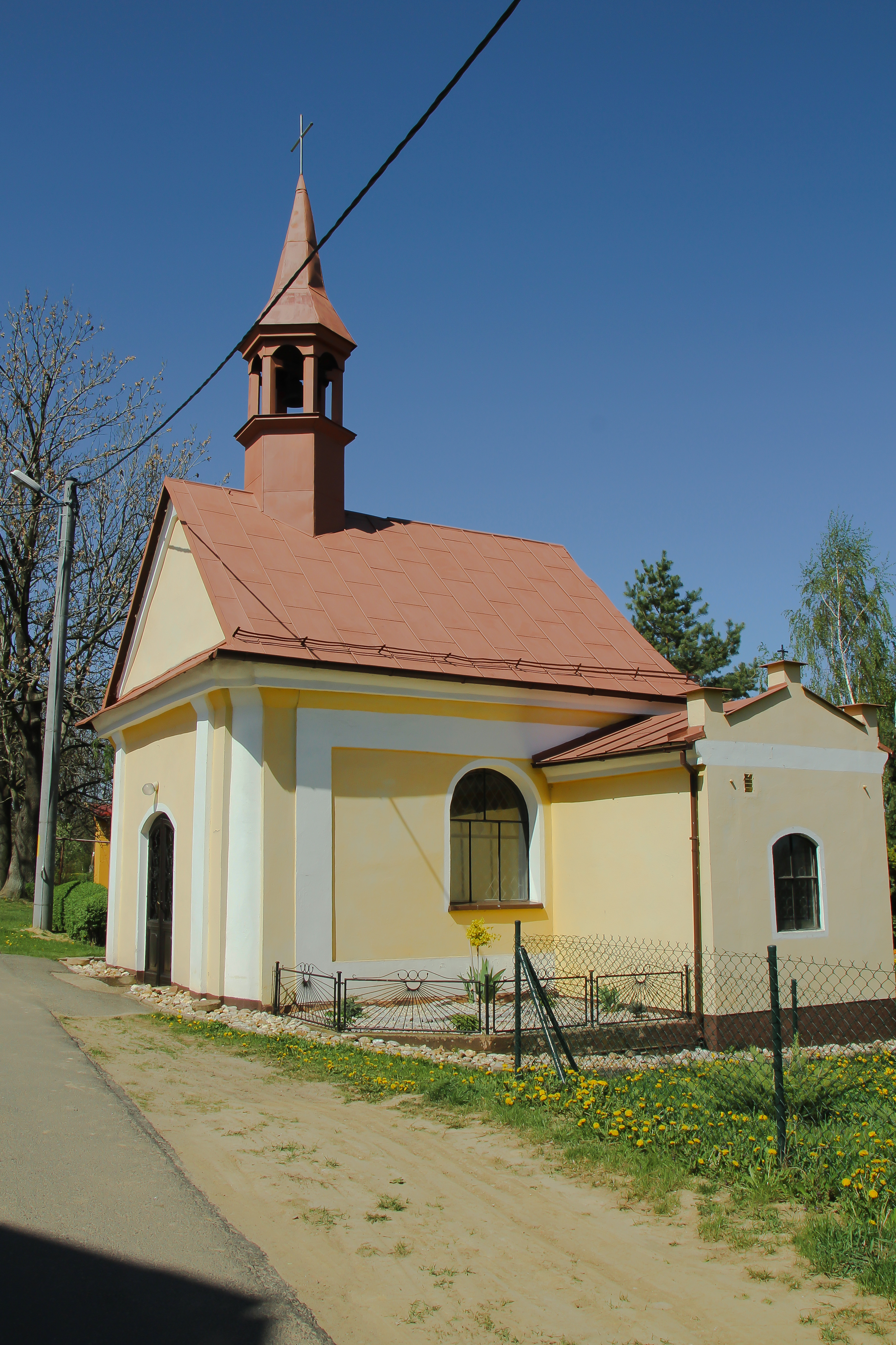
Mariä-Himmelfahrt-Kapelle

- Römisch-katholische Mariä-Himmelfahrt-Kapelle (poln. Kaplica p.w. Wniebowzięcia Najświętszej Maryi Panny)
- Steinernes Wegekreuz

## Vereine
- Freiwillige Feuerwehr OSP Rogożany